# Sévignac
Sévignac település Franciaországban, Côtes-d’Armor megyében. Lakosainak száma 1116 fő (2022. január 1.). Sévignac Broons, Éréac, Jugon-les-Lacs-Commune-Nouvelle, Lanrelas, Mégrit, Plénée-Jugon, Plumaugat, Rouillac, Trémeur és Jugon községekkel határos.

## Népesség
A település népessége az elmúlt években az alábbi módon változott:
| Lakosok száma | 1507 | 1177 | 1075 | 1115 | 1129 | 1099 | 1088 | 1107 | 1116 | 1116 |
|               | 1968 | 1982 | 1990 | 2006 | 2013 | 2015 | 2017 | 2019 | 2020 | 2022 |